# 수직숲 도시

## 수직숲 도시(Forest City)
수직숲 도시란 건물에 나무와 식물을 식재해 건물 자체가 숲을 이루게 한다는 발상이다. 조감도를 보면 마치 건물 전체에 녹색 위장막을 둘러친 듯한 느낌을 준다.
중국 서남부 광시 좡족 자치구의 류저우시가 보에리팀과 손잡고 세계 첫 수직숲 도시 건설에 나섰다.
총 100만개에 이르는 100여종의 식물과 4만여 그루의 나무들을 새로 들어설 건물의 지붕, 베란다 등에 심을 계획이다.

### 건축
이탈리아 건축가 스테파노 보에리 팀
스테파노 보에리는 2014년 이탈리아의 북쪽 중심도시 밀라노에 900그루 나무와 2만개 식물로 뒤덮인 세계 최초의 수직숲 빌딩 '보스코 베르티칼레'를 지은 건축가다. 이 건물은 그해 '세계 최우수 초고층 건축상'을 받은 데 이어, 2015년엔 세계초고층도시건축학회가 주는 '올해의 베스트 고층빌딩' 상을 받았다. 그는 이 건물의 성공에 힘입어 세계 각 도시를 대상으로 수직숲 빌딩 건설 운동을 펼치고 있다. 현재 스위스 로잔에서도 36층짜리 수직숲 빌딩을 짓고 있다.

### 규모
류저우시 북쪽 강변에 들어서게 될 수직숲 도시는 175만m²(약 53만평) 부지 규모로 시 당국은 이곳에 3만명을 수용할 수 있는 미니신도시급 주거단지를 지을 예정이다.

### 효과
1.도시의 공기를 깨끗하게 해준다. 건물 외곽을 감싸게 될 녹색 식물들은 광합성을 통해 한 해 이산화탄소 1만톤과 대기오염물질 57톤을 흡수하고, 약 900톤에 이르는 산소를 배출한다.
2.식물들이 기온을 낮춰줘 냉방을 절약할 수 있다.
3.울창한 나무와 식물들이 도시의 소음이 건물 안으로 전달되는 것을 막아주는 차단벽 역할을 한다.
4.다양한 식물들 자체가 이 지역의 생물다양성을 풍부하게 해준다.

### 계획
류저우시는 이와 함께 수직숲도시 지역에 지열,태양광 같은 재생에너지에 기반한 전력 및 난방 공급 시스템을 구축할 계획이다. 또 이곳의 상가와 주거지역, 휴양지, 병원, 학교 등은 모두 인터넷망으로 연결된다. 류저우시와 수직숲 도시를 잇는 교통망은 공해 없는 급행 전철을 신설할 예정이다.